# Walter Tevis
Walter Stone Tevis (n. 28 februarie 1928, California, SUA – d. 8 august 1984, New York City, New York, SUA) a fost un scriitor american de romane și povestiri.  Patru din cele șase romane ale sale au fost ecranizate: Escrocul (The Hustler), Culoarea banilor (The Color of Money) și Omul care a căzut pe Pământ. Al patrulea, Gambitul damei (The Queen's Gambit), a fost adaptat ca un miniserial omonim de către Netflix în 2020. Cărțile sale au fost traduse în cel puțin 18 limbi.
A scris povestiri științifico-fantastice pentru reviste ca If, The Magazine of Fantasy & Science Fiction sau Galaxy Science Fiction.

## Lucrări scrise

### Romane
- The Hustler. Harper & Row. 1959.
- The Man Who Fell to Earth. Gold Medal Books. 1963. Retipărire: Del Rey Impact, 1999.
- Mockingbird. 1980. Retipărire: Del Rey Impact, 1999.
- The Steps of the Sun. 1983.
- The Queen's Gambit. 1983.
- The Color of Money. 1984.

## Colecții de povestiri
- Far from Home, Doubleday, 1981